# سانتانا (مادئیرا)

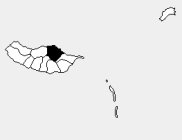

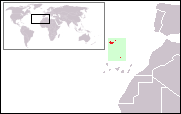

سانتانا شهری است در شمال جزیرهٔ مادئیرا، در پرتغال. جمعیت آن در سال ۲۰۰۱ میلادی، ۸۸۰۴ تن بود.